# كريستيان كامبستريني
كريستيان كامبستريني (بالإسبانية: Cristian Campestrini)‏ (16 يونيو 1980 بسان نيكولاس دي لوس آرويوس في الأرجنتين - ) هو لاعب كرة قدم أرجنتيني في مركز حراسة المرمى. شارك مع منتخب الأرجنتين لكرة القدم. أما مع النوادي، فقد لعب مع أرسنال ساراندي وأوليمبيا أسونسيون وتيغري وروزاريو سنترال وفيرو كاريل أويستي ونادي أونيفرسيداد ناسيونال ونادي ألميرانته براون ونادي أتلتيكو أرجنتينو.

## مسيرته الكروية
لعب كريستيان كامبستريني خلال مسيرته الاحترافية مع 14 ناديًا في ثلاثة وعشرون موسمًا وسجل خلالها 3 أهداف ضمن 495 مباراة. حيث فاز في موسمين بالكأس وفي موسمين بالدوري.
خاض كريستيان كامبستريني مسيرته مع نادي روزاريو سنترال في موسم 2000–01 ولمدة موسمين، مشاركًا في مباراة ولم يسجل أي هدف. ثم انتقل إلى نادي أتلتيكو أرجنتينو في موسم 2002–03 لمدة موسم واحد، حيث شارك في 23 مباراة سجل خلالها هدفين. لينتقل بعدها إلى نادي فيرو كاريل أويستي في موسم 2003–04 لمدة موسم واحد، مشاركًا في 5 مباريات ولم يسجل أي هدف. ثم انتقل إلى نادي تيغري في موسم 2004–05 ولمدة موسمين، مشاركًا في 51 مباراة سجل خلالها هدفًا واحدًا. هذا وانتقل لاحقًا إلى نادي ألميرانته براون في موسم 2006–07 ولمدة موسمين، مشاركًا في 80 مباراة ولم يسجل أي هدف. ثم انتقل بعدها إلى نادي أرسنال ساراندي في موسم 2008–09 ليلعب معه ستة مواسم، مشاركًا في 209 مباراة ولم يسجل أي هدف أيضًا. ليعود وينتقل من جديد، لكن هذه المرة إلى نادي أستيراس تريبوليس في موسم 2014–15 لمدة موسم واحد، لم يشارك في أي مباراة ولم يسجل أي هدف أيضًا. لينتقل بعدها إلى نادي أوليمبيا أسونسيون ما بين عامي 2015 و2016 لمدة موسم واحد، مشاركًا في 22 مباراة ولم يسجل أي هدف أيضًا. ثم لعب في نادي بويبلا في موسم 2015–16 ولمدة موسمين، مشاركًا في 58 مباراة ولم يسجل أي هدف أيضًا. ليعود ويرتحل عنه إلى دورادوس سينالوا في موسم 2017–18 لمدة موسم واحد، مشاركًا في 15 مباراة ولم يسجل أي هدف أيضًا. ثم انتقل إلى نادي دينامو برست ما بين عامي 2018 و2019 لمدة موسم واحد، لم يشارك في أي مباراة ولم يسجل أي هدف أيضًا. لينتقل بعدها إلى نادي إيفرتون دي فينا ديل مار ما بين عامي 2019 و2020 لمدة موسم واحد، مشاركًا في 23 مباراة ولم يسجل أي هدف أيضًا. ثم انتقل إلى نادي سيلايا في موسم 2019–20 لمدة موسم واحد، مشاركًا في 8 مباريات ولم يسجل أي هدف أيضًا.

## روابط خارجية
- كريستيان كامبستريني على موقع قاعدة بيانات كرة القدم.إي يو (الإنجليزية)
- كريستيان كامبستريني على موقع ناشيونال فوتبول تيمز (الإنجليزية)
- كريستيان كامبستريني على موقع Soccerway.com (الإنجليزية)
- كريستيان كامبستريني على موقع عالم كرة القدم.نت (الإنجليزية)
- كريستيان كامبستريني على موقع AS.com (الإسبانية)